# Standbeeld van Gustaaf III

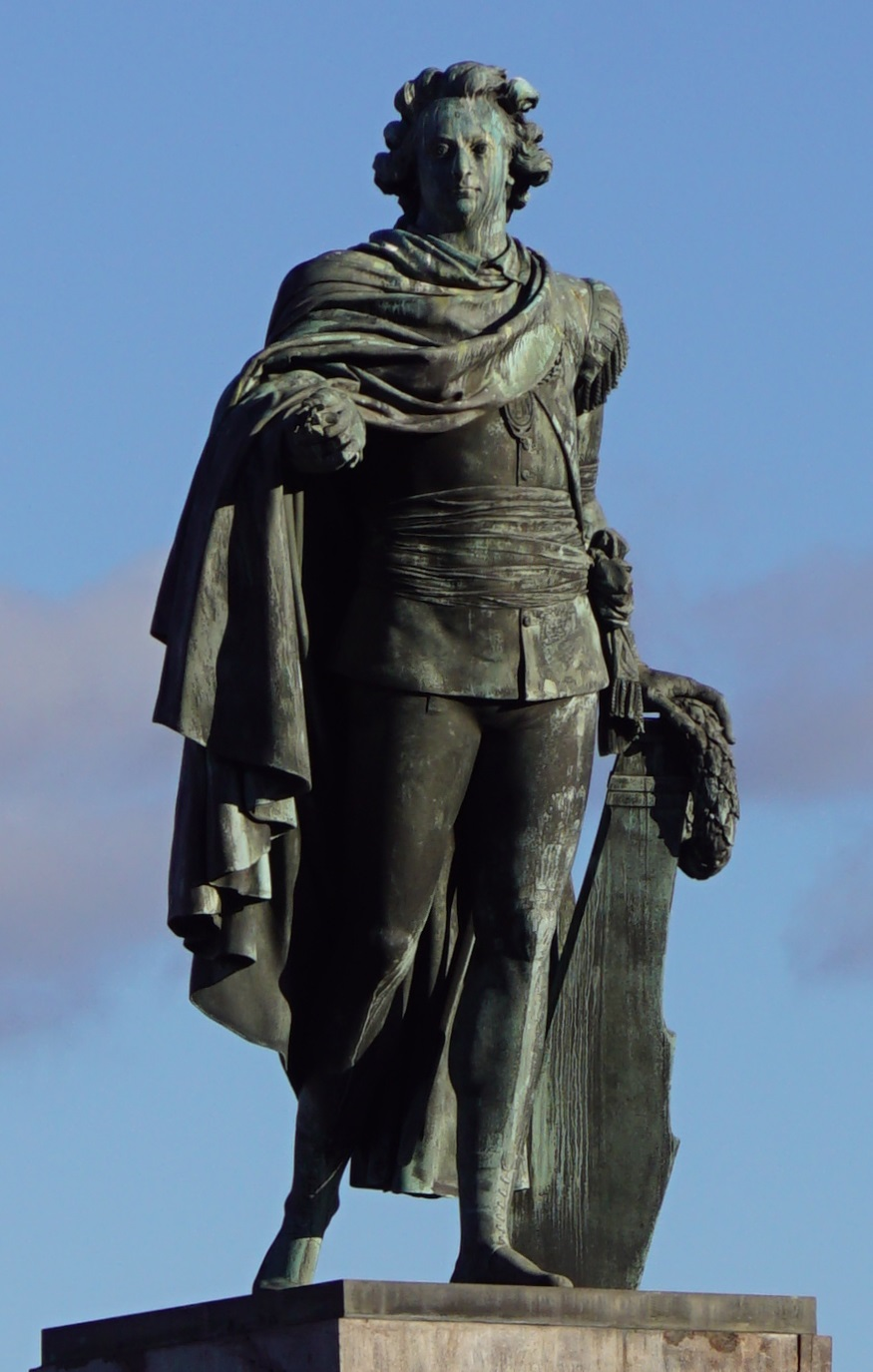
Standbeeld van Gustaaf III van Zweden (1806).

Het standbeeld van Gustaaf III is een sculptuur voorstellende Gustaaf III van Zweden, gemaakt door Johan Tobias Sergel in de periode 1790- 1806. Het beeld staat sinds 1808 op de Skeppsbrokajen tegenover Slottsbacken in Stockholm (Zweden).

## Geschiedenis
Het standbeeld van Gustaaf III is een geschenk van de burgerij van Stockholm aan de koning, die al een obelisk op Slottsbacken had opgericht om de burgers te bedanken voor hun steun tijdens de Russisch-Zweedse oorlog in 1788-1790.
Het standbeeld werd gebeeldhouwd door Johan Tobias Sergel die zich voor de houding en beweging van het beeld liet inspireren door het antieke beeld van Apollo van Belvedère.
Het standbeeld werd in 1806 in brons gegoten door kapitein Charles Apelquist in Marieberg na twee mislukte pogingen van de gieterij Meyer. De kade en het voetstuk werden ontworpen en gebouwd door Jonas Lidströmer. Het beeld werd pas op 24 januari 1808 onthuld. Op dezelfde dag werd Sergel geridderd door Gustaaf IV Adolf van Zweden.
In 2005-2006 werd het beeld gerestaureerd. Bij deze restauratie bleek dat het beeld van boven tot aan de borst van massief brons was.

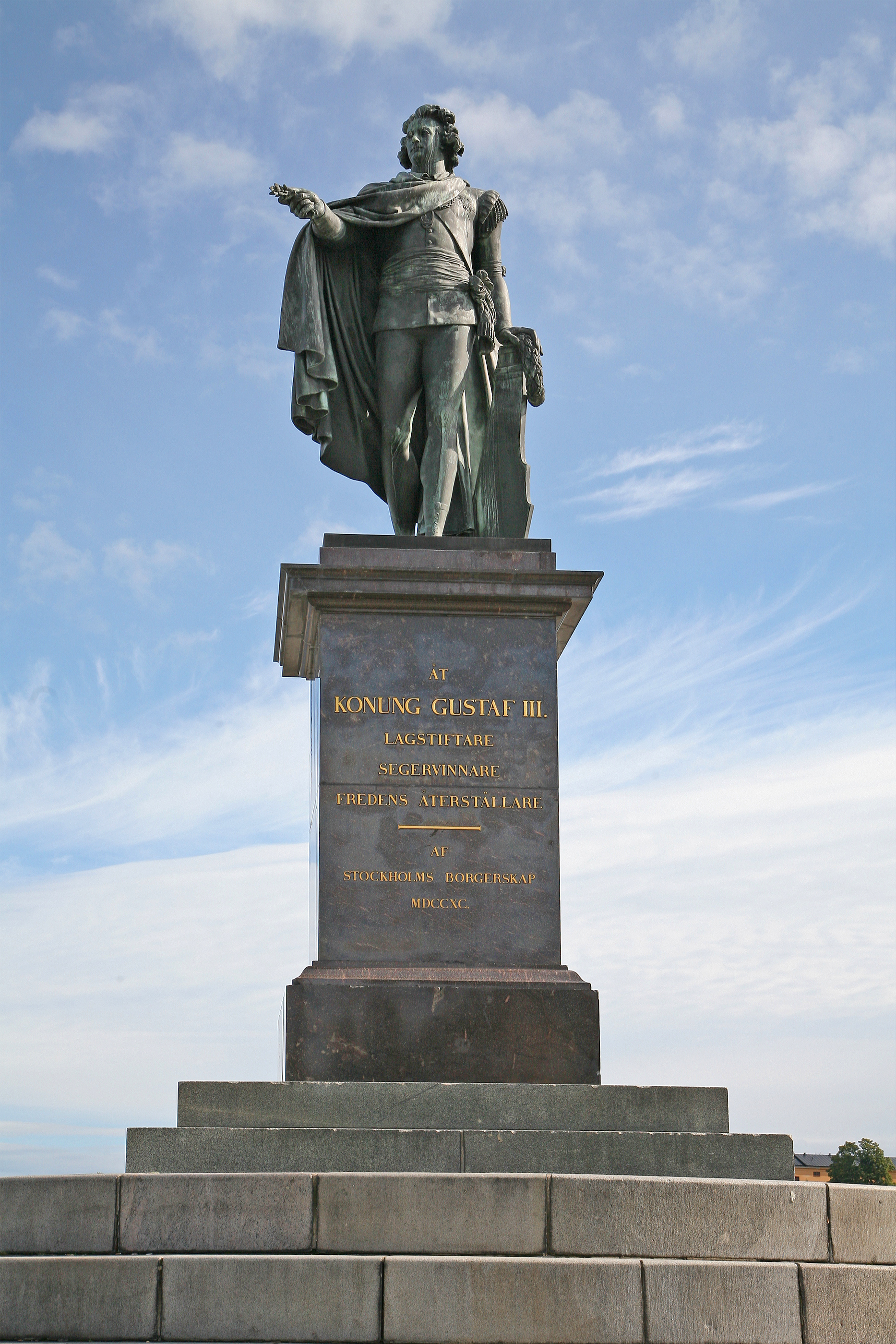
Het beeld op zijn sokkel.

## Beschrijving
Een rechtop staande Gustaaf III van Zweden is afgebeeld op het moment dat hij aan wal komt na de Russisch-Zweedse oorlog van 1788-1790. Dit is ook de plek waar deze gebeurtenis plaatsvond. Hij houdt met zijn linkerhand een roer vast en een lauwerkrans, het symbool van de overwinning. Met zijn rechterhand reikt hij uit met een olijftak, het symbool van de vrede. De koning draagt een marineuniform uit circa 1779 met een grote mantel die aan zijn linkerschouder is bevestigd. Hij draagt op zijn borst een aantal eretekenen, zoals de Orde van de Serafijnen. 
De sokkel is gemaakt van rode porfier uit Älvdalen. Het platform waarop de sokkel staat is gemaakt van graniet. Op de sokkel staat in gouden letters de tekst: 
ÅT /
KONUNG GUSTAF III /
LAGSTIFTARE /
SEGERVINNARE /
FREDENS ÅTERSTÄLLARE /
AF /
STOCKHOLMS BORGERSKAP /
MDCCXC
(Vrij vertaald: Aan koning Gustaaf III, wetgever, zegevierder, vredebrenger, van de Stockholmse burgerij, 1790.)

## Galerij

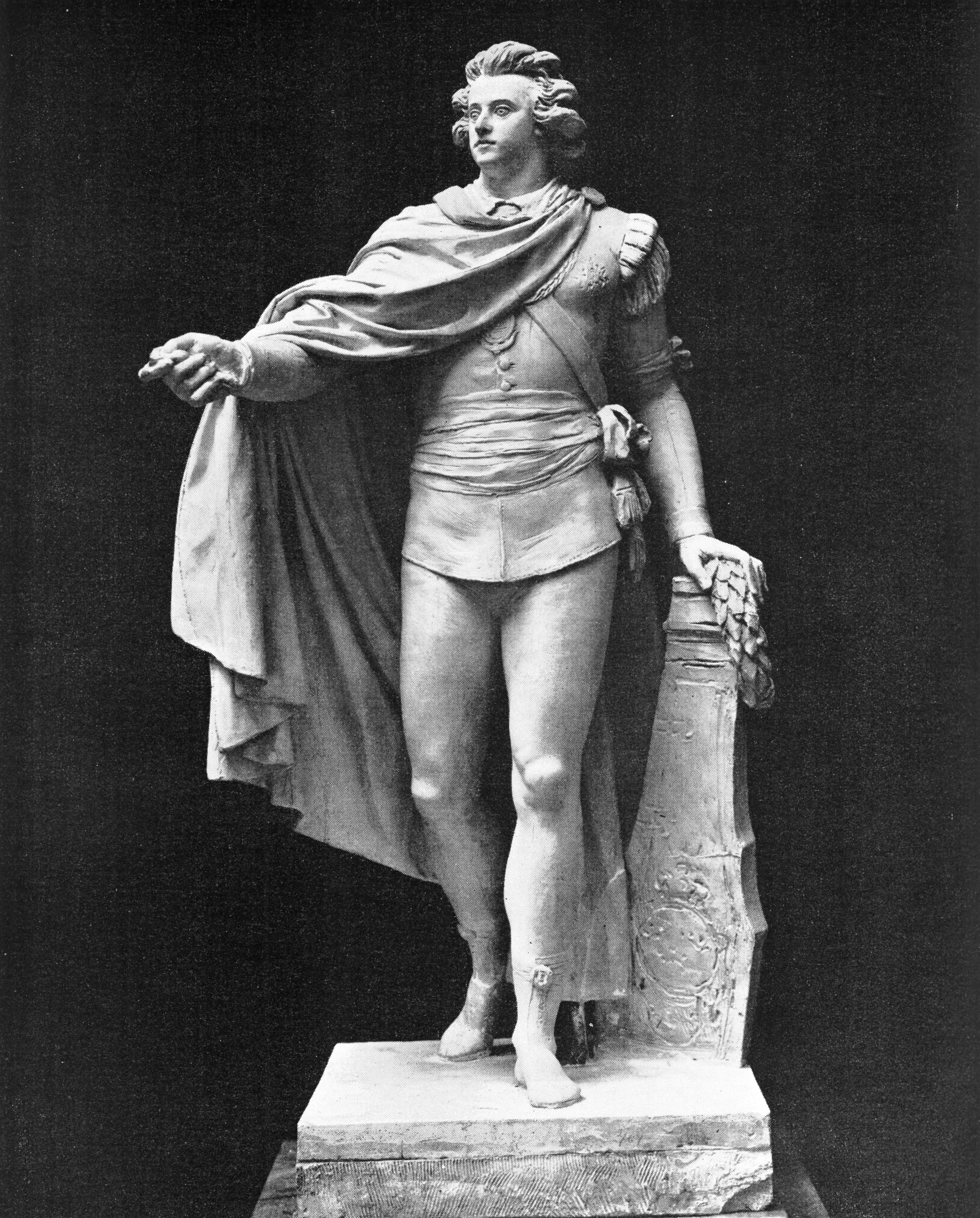
Kleimodel van het standbeeld (1790-1793) in het Nationalmuseum van Stockholm.
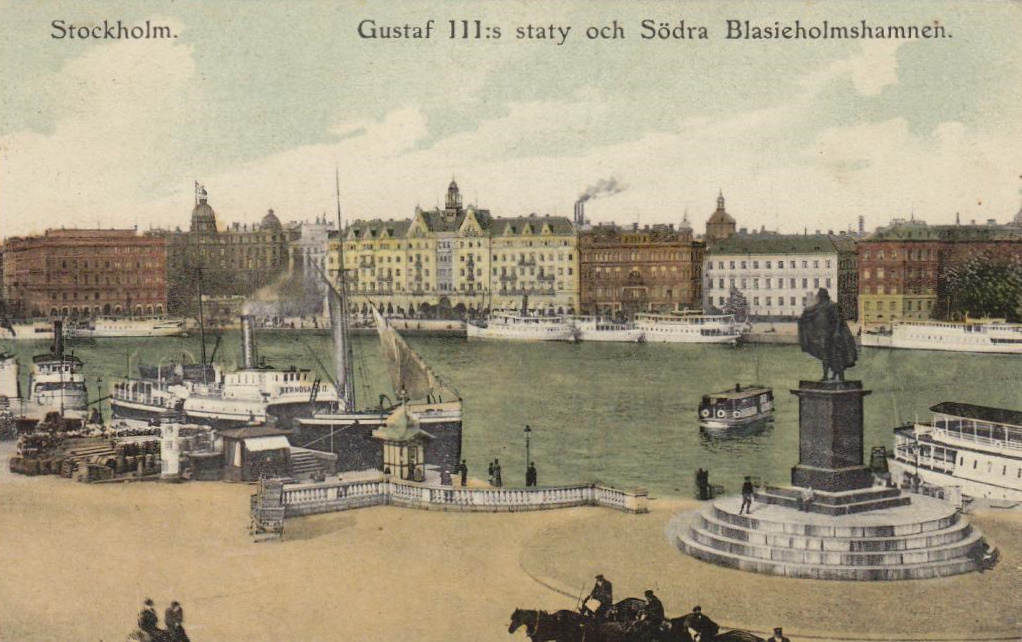
Situatie rond 1910.